# 요르단 주재 외국공관 목록

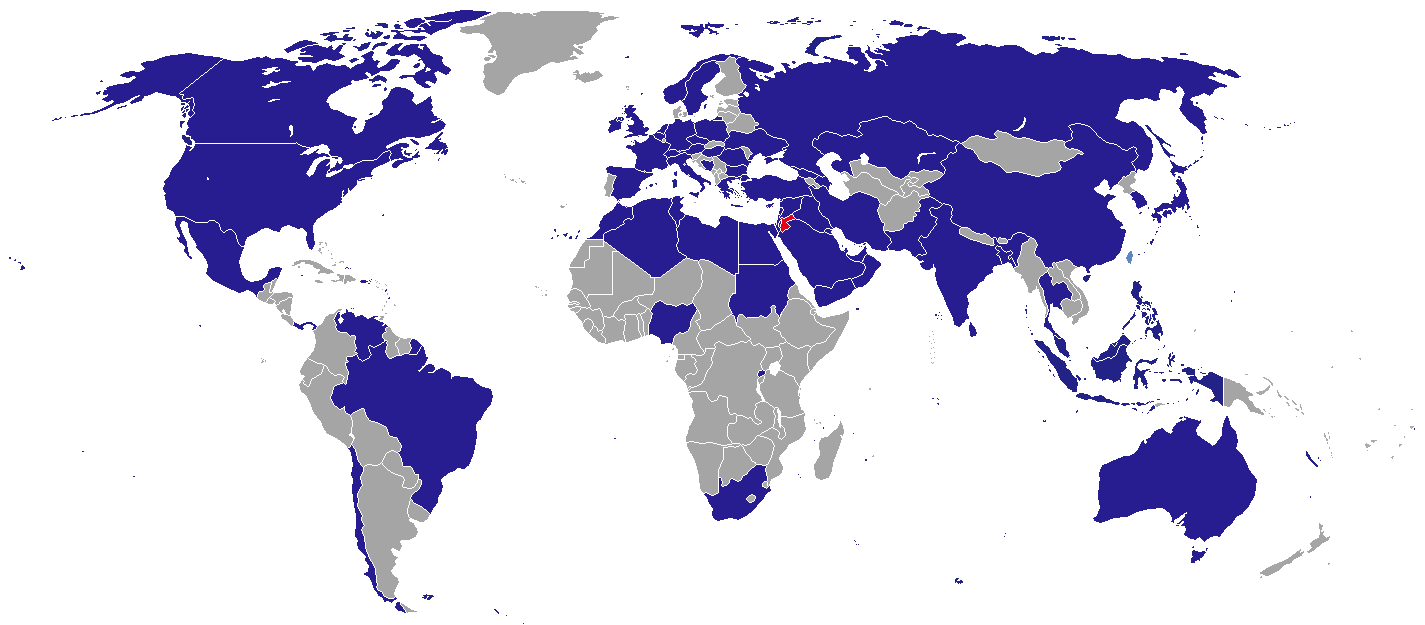
요르단에 설치한 외국공관들.

요르단 주재 외국공관 목록은 요르단에 주재하는 외국공관(대사관 및 영사관)과 함께 요르단과 외교 관계는 수립했으나, 요르단에 공관을 설치하지 않은 국가에 대해 다룬다.
현재 암만에 대사관을 설치한 국가는 68개국이다.

## 대사관
암만
| - 아프가니스탄 - 알제리 - 오스트레일리아 - 오스트리아 - 아제르바이잔 - 바레인 - 방글라데시 - 벨기에 - 보스니아 헤르체고비나 - 브라질 - 브루나이 - 불가리아 - 캐나다 - 칠레 - 중국 - 키프로스 - 체코 - 이집트 - 프랑스 - 조지아 - 독일 - 그리스 - 바티칸 시국 | - 헝가리 - 인도 - 인도네시아 - 이란 - 이라크 - 이스라엘 - 이탈리아 - 일본 - 카자흐스탄 - 대한민국 - 쿠웨이트 - 레바논 - 리비아 - 말레이시아 - 모리타니 - 멕시코 - 모로코 - 네덜란드 - 나이지리아 - 노르웨이 - 오만 - 파키스탄 - 팔레스타인 | - 필리핀 - 폴란드 - 카타르 - 루마니아 - 러시아 - 사우디아라비아 - 남아프리카 공화국 - 스페인 - 스리랑카 - 수단 - 스웨덴 - 스위스 - 시리아 - 태국 - 튀니지 - 튀르키예 - 우크라이나 - 아랍에미리트 - 영국 - 미국 - 베네수엘라 - 예멘 |

## 대표부
- 중화민국 (판사처)
- 유럽 연합 (일반 대표부)

## 비상주공관
다음 국가들은 요르단과 외교 관계는 수립하였으나, 요르단에 대사관을 설치하지 않은 국가들이다. 옆에 병기한 지역에 설치된 공관에서 주 요르단 대사관을 겸임한다. 다만, 지역을 명시하지 않은 해당 도시는 카이로를 의미한다.
| - 알바니아 - 앙골라 - 아르헨티나 (다마스쿠스) - 아르메니아 (다마스쿠스) - 벨라루스 (다마스쿠스) - 베냉 (리야드) - 볼리비아 - 부르키나파소 - 차드 - 콜롬비아 - 크로아티아 - 쿠바 (다마스쿠스) - 덴마크 (베이루트) - 지부티 (쿠웨이트) - 도미니카 공화국 - 에콰도르 - 에리트레아 - 에스토니아 (아테네) - 에티오피아 - 피지 (아부다비) - 핀란드 (베이루트) - 감비아 (리야드) - 가나 (리야드) - 과테말라 - 기니 - 온두라스 - 아이슬란드 (런던) - 아일랜드 - 케냐 - 코소보 (리야드) - 라트비아 | - 라이베리아 - 리투아니아 - 북마케도니아 (앙카라) - 말라위 - 말리 - 몰타 (튀니스) - 모리타니 (다마스쿠스) - 몽골 - 몰도바 (앙카라) - 네팔 (리야드) - 뉴질랜드 (앙카라) - 니제르 (쿠웨이트) - 조선민주주의인민공화국 (쿠웨이트) - 파나마 (텔아비브) - 파라과이 (베이루트) - 페루 - 포르투갈 - 산마리노 (로마) - 세네갈 (쿠웨이트) - 세르비아 (다마스쿠스) - 시에라리온 (쿠웨이트) - 싱가포르 (리야드) - 슬로바키아 (다마스쿠스) - 슬로베니아 - 소말리아 (리야드) - 우간다 (리야드) - 우루과이 - 우즈베키스탄 - 베트남 (리야드) - 잠비아 |

## 같이 보기
- 요르단의 재외공관 목록